# 尼勒克马场
尼勒克马场，是中华人民共和国新疆维吾尔自治区伊犁哈萨克自治州尼勒克县下辖的一个乡镇级行政单位。

## 行政区划
尼勒克马场下辖以下地区：
马场虚拟村。